# Беломестнова, Ксения
Ксения Беломестнова (род. 8 июля 1996 года) — эстонская пловчиха в ластах.

## Карьера
Подводным плаванием Ксения начала заниматься в 8 лет в Маардуском клубе подводного плавания.
Чемпионка мира 2012 года среди молодежи по подводному плаванию. Бронзовый призёр чемпионата мира 2013 и 2015 годов, вице-чемпион Европы 2014 года. Многократный чемпион Эстонии.
В англоязычных протоколах фамилия пишется как Belomestinova.